# هيلين فاليسكا باري
هيلين فاليسكا باري (بالإنجليزية: Helen Valeska Bary)‏ (1888 - 22 يونيو 1973)، منادية بمنح المرأة حق الاقتراع في الولايات المتحدة وساعدت في إنشاء دار الرعاية الاجتماعية للحكومة الأمريكية.
قامت بحملة من أجل الاقتراع على مستوى الولاية وعلى المستوى المحلي. في عام 1914، عملت في لجنة الرعاية الصناعية في كاليفورنيا للتحقيق في ظروف عمل عاملات الغسيل، التي كتبت عنها في تقريرها عام 1917 «توظيف النساء والقاصرات في النشاط الصناعي للغسيل في كاليفورنيا».
بعد فترة وجيزة من الحرب العالمية الأولى، عملت في بورتو ريكو لمكتب الأطفال الفيدرالي كباحثة ومصلحة اجتماعية، وقامت بالإبلاغ عن الظروف المعيشية للأطفال المعوزين والمشردين في الجزيرة. في مقالها الصادر عام 1921 بعنوان «اتجاه عمل رعاية الطفل»، الذي نشر في مجلة أمريكا الشمالية، كتبت باري: «إن أكبر عدو للطفولة هو نظرة الرضا عن الذات إلى كل مرحلة من مراحل نموه».
عملت في مجلس الضمان الاجتماعي الفيدرالي منذ إنشائه في عام 1935 خلال فترة الكساد الكبير، عملت هناك حتى عام 1984 ممثلة لمجلس الضمان الاجتماعي في الدول الغربية، وساعدتهم على تطوير خطط إصلاح الرعاية الاجتماعية من أجل الحصول على الأموال الاتحادية. قبل وقت قصير من وفاتها عام 1973، كانت باري واحدة من اثنتي عشرة امرأة قابلتهم جاكلين باركر لعملها على مشروع التاريخ الشفوي المنادي بمنح المرأة حق الاقتراع لمركز جامعة كاليفورنيا في بيركلي للتاريخ الشفوي، وذلك من أجل توثيق أنشطتهم نيابة عن إقرار التعديل التاسع عشر ومهنهم المستمرة كقادة للحركات من أجل الرفاه وإصلاح العمل، والسلام العالمي، وإقرار تعديل المساواة في الحقوق.